# Yūki Kajiura
Yuki Kajiura (梶浦 由記 Kajiura Yuki?,  Tokio, 6 de agosto de 1965) es una compositora japonesa de bandas sonoras para animación y videojuegos, participando además en colaboración con otros músicos en orquestas para diversas obras de teatro. En lo referente a la música para animación, ha producido bandas sonoras para diversos animes, entre los que se encuentran: Kimetsu no Yaiba, .hack//SIGN, Noir, Sword Art Online, Tsubasa Chronicle, Fate/Zero, Pandora Hearts y Puella Magi Madoka Magica. También ha compuesto o ha participado en las bandas sonoras de Aquarian Age, Fate/Stay Night: Unlimited Blade Works, Madlax, El Cazador de la Bruja, Gundam Seed, Gundam Seed Destiny, Mai Hime, Mai Otome, una de las películas de Kimagure Orange Road (no participando en las otras) y las películas de Kara no Kyoukai y Fate/Stay Night [Heaven's Feel]. En lo referente a la música para videojuegos, ha producido las bandas sonoras para Xenosaga III, habiendo participado también en la producción para la de Xenosaga II.

## Biografía
Debido al trabajo de su padre, vivió en Alemania occidental desde el año 72 hasta que acabó el instituto. Se graduó en la Universidad Nacional de Tokio como programadora, aunque más tarde decidió dedicarse a la música, en gran parte animada por su padre, gran admirador de la música clásica y la ópera. La primera pieza que compuso la escribió a los 7 años de edad para su abuela[cita requerida].
En julio de 1992 hizo su debut con See-Saw, un grupo de J-pop en el que ella estaba a cargo del teclado. Publicaron dos álbumes y varios sencillos y se separaron, continuando ella su carrera como compositora para otros artistas y en la producción de música para la televisión, anime, videojuegos y teatro[cita requerida]. En 2001, junto con la vocalista de See-Saw, Chiaki Ishikawa, volvió a reunir el grupo. Sobre la misma época colaboró con los estudios Bee Train, productores de animación japonesa, y su proyecto Noir. Las críticas sobre la serie fueron controvertidas, pero la banda sonora tuvo muy buena acogida por tratarse de un estilo arriesgado y novedoso en la música de animación[cita requerida].
De See-Saw es el tema final de Mobile Suit Gundam SEED que fue un éxito sonado (vendieron 200.000 copias[cita requerida]). En ese mismo año, 2003, Kajiura publicó su primer álbum en solitario, Fiction, que no es más que la recopilación de varios temas de varias de sus bandas sonoras para anime y videojuegos[cita requerida].
Otro proyecto de Yuki Kajiura es FictionJunction. Este proyecto personal de la compositora lo ideó para poder introducirse también dentro de la escena J-pop. Con éste ha conseguido también un gran reconocimiento como autora de temas de inicio, de inserción y final para varios animes, junto con artistas destacadas de aquel panorama como Yuuka Nanri, Asuka Kato y Kaori Oda.
FictionJunction YUUKA, con Nanri como vocalista, es una de sus colaboraciones más comunes y exitosas. En el año 2004, este dúo produjo los temas inicial y final de la serie Madlax, de Mashimo Koichi, y al siguiente año publicaron su primer álbum en colaboración: Destination[cita requerida].
A finales de 2007 comenzó un nuevo proyecto, produciendo un grupo de cuatro cantantes, llamado Kalafina que no fue hasta enero de 2008 cuando lanzaron su primer sencillo. De igual forma al año siguiente reúne a casi todas las vocalistas del proyecto FictionJunction para comenzar una carrera discográfica bajo ese nombre, a secas; siendo Everlasting Songs el primer álbum con antiguas y nuevas canciones.
Fue distinguida en la ceremonia de los Tokyo Anime Awards en su edición de 2018 en la categoría Mejor sonido por su trabajo en Princess Principal.

## Discografía

### Bandas sonoras de anime
| Título del Anime                                | Año       |
| ----------------------------------------------- | --------- |
| Shin Kimagure Orenji Rōdo Gekijōban             | 1996      |
| Eat-Man                                         | 1997      |
| Noir                                            | 2001      |
| Aquarian Age: Sign for Evolution                | 2002      |
| .hack//SIGN                                     | 2002      |
| .hack//Liminality                               | 2002      |
| Le Portrait de Petit Cossette                   | 2004      |
| Madlax                                          | 2004      |
| Mai-HiME                                        | 2004      |
| Tsubasa: RESERVoir CHRoNiCLE                    | 2005      |
| Erementar Gerad                                 | 2005      |
| Mai-Otome                                       | 2006      |
| Hokuto no Ken - Shin Kyūseishu Densetsu         | 2006-2008 |
| El Cazador de la Bruja                          | 2007      |
| Kara no Kyoukai                                 | 2007-2009 |
| Tsubasa: TOKYO REVELATIONS                      | 2007-2008 |
| Pandora Hearts                                  | 2009      |
| Tsubasa: Shunraiki                              | 2009      |
| Puella Magi Madoka Magica                       | 2011      |
| Fate/Zero                                       | 2011-2012 |
| Sword Art Online                                | 2012      |
| Sword Art Online II                             | 2014      |
| Boku Dake ga Inai Machi                         | 2016      |
| Zaregoto Series                                 | 2016-2017 |
| Sword Art Online: Ordinal Scale                 | 2017      |
| Princess Principal                              | 2017      |
| Sword Art Online: Alicization                   | 2018      |
| Kimetsu no Yaiba                                | 2019      |
| Sword Art Online: Alicization War Of Underworld | 2020      |
| Vanitas no Carte                                | 2021      |
| Fena: Pirate Princess                           | 2021      |

### Bandas sonoras de videojuegos
| Título del Videojuego                                         | Plataforma    | Año de lanzamiento | Compañía                    |
| ------------------------------------------------------------- | ------------- | ------------------ | --------------------------- |
| Double Cast ダブルキャスト (Daburukyasuto)                    | PlayStation   | 1998               | Sony Computer Entertainment |
| Meguri-aishite めぐり愛して (Meguriaishite)                   | PlayStation   | 1999               | SME                         |
| Blood: The Last Vampire                                       | PlayStation 2 | 2000               | Sony Computer Entertainment |
| Xenosaga Episode II: Jenseits von Gut und Böse (Movie scenes) | PlayStation 2 | 2004               | Namco                       |
| Xenosaga Episode III: Also sprach Zarathustra                 | PlayStation 2 | 2006               | Namco                       |

### Bandas Sonoras de películas
| Título de la película                                             | Año de Estreno | Director                           |
| ----------------------------------------------------------------- | -------------- | ---------------------------------- |
| Tokyo-Kyodai                                                      | 1995           | Jun Ichikawa                       |
| RUBY FRUIT                                                        | 1995           | Takumi Kimiduka                    |
| Rainbow                                                           | 1999           | Naoto Kumazawa                     |
| Boogiepop and others                                              | 2000           | Ryu Kaneda                         |
| MOON                                                              | 2000           | Takumi Kimiduka                    |
| Achilles to Kame                                                  | 2008           | Takeshi Kitano                     |
| Puella Magi Madoka Magica the Movie Part I: The Beginning Story   | 2012           | Akiyuki Shinbo y Yukihiro Miyamoto |
| Puella Magi Madoka Magica the Movie Part II: The Eternal Story    | 2012           | Akiyuki Shinbo y Yukihiro Miyamoto |
| Puella Magi Madoka Magica the Movie Part III: The Rebellion Story | 2013           | Akiyuki Shinbo y Yukihiro Miyamoto |

### Especiales
| Título                                        | Año  |
| --------------------------------------------- | ---- |
| Fantasy Sound & Reading: The Velveteen Rabbit | 2004 |

### Documentales
| Título del documental    | Año de Estreno |
| ------------------------ | -------------- |
| Sekai Satoyama Kikou     | 2007           |
| Rekishi Hiwa Historia    | 2009           |
| Rekishi Hiwa Historia II | 2011           |

### Musicales
| Título del Musical       | Año de Estreno |
| ------------------------ | -------------- |
| Sakura-Wars              | 1998           |
| Fine                     | 1998           |
| FUNK-a-STEP              | 1998           |
| FUNK-a-STEP II           | 1999           |
| Christmas Juliette       | 1999-2000      |
| High-School Revolution   | 2000           |
| Christmas Juliette       | 2000           |
| Shooting-Star Lullaby    | 2001           |
| Love's Labour's Lost/SET | 2002           |
| Angel Gate               | 2006           |

### Álbumes en solitario
| Título del Álbum             | Año de Lanzamiento |
| ---------------------------- | ------------------ |
| Fiction                      | 2003               |
| Yuki Kajiura LIVE 2008.07.31 | 2008               |
| Fiction II                   | 2011               |

### Álbumes que ha producido
(vocalista: Saeko Chiba)
| Título del Álbum | Año de lanzamiento |
| ---------------- | ------------------ |
| Melody           | 2003               |
| Everything       | 2004               |

### Álbumes y sencillos con See-Saw
(vocalista: Chiaki Ishikawa)
| Título del Sencillo       | Año de lanzamiento |
| ------------------------- | ------------------ |
| Swimmer Radio Edit        | 1993               |
| Swimmer                   | 1993               |
| Kirai ni Naritai          | 1993               |
| I have a Dream            | 1993               |
| Chao Tokyo                | 1994               |
| Suhada ~No Make           | 1994               |
| Slender Chameleon         | 1994               |
| Mata Aeru Kara            | 1995               |
| obsession/Yasashii Yoake  | 2002               |
| edge/Tasogare no Umi      | 2002               |
| Anna ni Issho Datta no ni | 2002               |
| Kimi ga Ita Monogatari    | 2003               |
| Kimi ga Boku ni Niteiru   | 2005               |

| Título del Álbum | Año de lanzamiento |
| ---------------- | ------------------ |
| I have a dream   | 1993               |
| See-Saw          | 1994               |
| early best       | 2003               |
| Dream Field      | 2003               |

### Álbumes con soloChiaki Ishikawa
| Título del Álbum                 | Año de lanzamiento |
| -------------------------------- | ------------------ |
| Dare mo Oshiete Kurenakatta Koto | 2009               |

### Álbumes con FictionJunction
(vocalistas: ASUKA Kato, KAORI Oda, KEIKO Kubota, Yuriko Kaida, WAKANA Ootaki y YUUKA Nanri)
| Título del Sencillo                                | Año de lanzamiento |
| -------------------------------------------------- | ------------------ |
| Parallel Hearts                                    | 2009               |
| Toki no Mukou Maboroshi no Sora (時の向こう幻の空) | 2010               |
| stone cold                                         | 2011               |
| distance/eternal blue                              | 2012               |

| Título del Álbum                                        | Año de lanzamiento |
| ------------------------------------------------------- | ------------------ |
| Everlasting Songs                                       | 2009               |
| FictionJunction YUUKA ~Yuki Kajiura LIVE VOL.#4 PART1~  | 2009               |
| FictionJunction ~Yuki Kajiura LIVE VOL.#4 PART2~        | 2009               |
| FictionJunction 2008-2010 The BEST of Yuki Kajiura LIVE | 2010               |

### Álbumes y sencillos conKalafina
(vocalistas: Wakana, Keiko y Hikaru.)
| Título del Sencillo            | Año de lanzamiento |
| ------------------------------ | ------------------ |
| oblivious                      | 2008               |
| sprinter/ARIA                  | 2008               |
| fairytale                      | 2008               |
| Lacrimosa                      | 2009               |
| storia                         | 2009               |
| progressive                    | 2009               |
| Hikari no Senritsu             | 2010               |
| Kagayaku Sora no Shijima ni wa | 2010               |
| Magia                          | 2011               |
| to the beginning               | 2012               |
| moonfesta                      | 2012               |
| Hikari Furu                    | 2012               |
| Alleluia                       | 2013               |
| Kimi ni Gin no Niwa            | 2013               |
| heavenly blue                  | 2014               |
| believe                        | 2014               |
| ring your bell                 | 2015               |
| One Light                      | 2015               |
| blaze                          | 2016               |
| into the world/Märchen         | 2017               |
| Hyakka Ryouran                 | 2017               |

| Título del Miniálbum | Año de lanzamiento |
| -------------------- | ------------------ |
| Re/oblivious         | 2008               |

| Título del Álbum                        | Año de lanzamiento |
| --------------------------------------- | ------------------ |
| Seventh Heaven                          | 2009               |
| Red Moon                                | 2010               |
| After Eden                              | 2011               |
| Consolation                             | 2013               |
| far on the water                        | 2015               |
| Winter Acoustic “Kalafina with Strings” | 2016               |

### Colaboraciones con Revo de Sound Horizon
| Título del Sencillo | Año de Lanzamiento |
| ------------------- | ------------------ |
| «Dream Port»        | 2008               |

### Otras colaboraciones
| Género | Proyecto                                       | Contexto                                               | Año         |
| ------ | ---------------------------------------------- | ------------------------------------------------------ | ----------- |
| Anime  | Jura Tripper                                   | Tema de cierre                                         | 1995        |
| Anime  | Mobile Suit Gundam SEED                        | 1.er Tema final & Canciones insertadas                 | 2002        |
| Anime  | Chrno Crusade                                  | Tema de cierre («Sayonara Solitia»)                    | 2003        |
| Juego  | .hack//QUARANTINE                              | Canción «Yasashii Yoake» (también usada en.hack//SIGN) | 2003        |
| Anime  | Mobile Suit Gundam SEED Destiny                | 4.º Tema de cierre y canciones insertadas              | 2004        |
| Anime  | .hack//Legend of the Twilight Bracelet         | Tema final                                             | 2004        |
| Anime  | Loveless                                       | Tema principal                                         | 2005        |
| Anime  | Shounen Onmyouji                               | Tema inicial                                           | 2006        |
| Anime  | .hack//ROOTS                                   | Tema inicial                                           | 2006        |
| Anime  | Bakumatsu Kikansetsu Irohanihoheto             | Tema inicial                                           | 2006        |
| Anime  | Shin Kyuseishu Densetsu Hokuto no Ken          | Banda sonora para las tres películas y las dos Ovas    | 2006 - 2008 |
| Anime  | Mai-Otome Zwei                                 | Tema de cierre 2-3                                     | 2007        |
| Anime  | Baccano!                                       | Tema de cierre                                         | 2007        |
| Drama  | Mahō Sensei Negima!                            | Tema de cierre                                         | 2008        |
| Anime  | Amatsuki                                       | Tema de cierre                                         | 2008        |
| Anime  | Shin Kyuseishu Densetsu Hokuto no Ken Toki Den | Tema Principal                                         | 2008        |
| Anime  | Kuroshitsuji                                   | 2.º Tema de cierre                                     | 2009        |
| Anime  | Ookami Kakushi                                 | Tema inicial                                           | 2010        |
| Anime  | Kuroshitsuji Season 2                          | 2.º Tema de cierre                                     | 2010        |
| Anime  | Fate/Zero Season 2                             | 2.º Tema de cierre                                     | 2012        |

## Vocalistas que han colaborado
- Aimer
- Ami Koshimizu (小清水 亜美)
- Asuka Kato (加藤あすか) / FictionJunction ASUKA
- Aya Hisakawa (久川 綾)
- Chiaki Ishikawa (石川智晶) / See-Saw
- Deb Lyons
- Emily Bindiger
- Emily Curtis
- Eri Ito (伊東恵里)
- Fion
- Hanae Tomaru (戸丸華江)
- Haruna Luna
- Houko Kuwashima (桑島法子)
- Kaori Hikita (引田香織)
- Kaori Nishikawa
- Kaori Nishina (仁科かおり/仁科薫理)
- Kaori Oda (織田かおり) / FictionJunction KAORI
- Kaoru Saito (斉藤かおる)
- Keiko Kubota (窪田啓子) / FictionJunction KEIKO
- LiSA
- Margaret Dorn
- Marina Inoue (井上 麻里奈)
- Mika Arisaka (有坂美香)
- Mika Kikuchi (菊地美香)
- Mami Ishizuka (石塚まみ)
- Minami Omi (南 央美)
- Nicolette Grogoroff
- Noriko Ogawa (小川範子)
- Reika Okina (翁 鈴佳)
- Rie Tanaka (田中理恵)
- Saeko Chiba (千葉紗子)
- TARAKO
- Tokyo Philharmonic Chorus (東京混声合唱団)
- Tomokazu Seki (関 智一)
- Tulivu-Donna Cumberbatch
- Wakana Ootaki (大滝若菜) / FictionJunction WAKANA
- Yui Makino (牧野由依)
- Yukana (ゆかな)
- Yuri Kasahara (笠原ゆり)
- Yuriko Kaida (貝田 由里子)
- Yuuka Nanri (南里侑香) / FictionJunction YUUKA
- Yuko Miyamura (宮村優子)

## Honores
- Asteroide (40248) Yukikajiura, descubierto en 1998.[2]